# Martin Wildauer
Martin Wildauer (ur. 27 listopada 1987 w Kufstein) – austriacki strongman.
Mistrz Austrii Strongman w roku 2009. Obecnie najlepszy austriacki siłacz.

## Życiorys
Martin Wildauer zaczął uprawiać sporty siłowe w wieku piętnastu lat. Zadebiutował jako siłacz w wieku dziewiętnastu lat. wziął udział w Drużynowych Mistrzostwach Świata Strongman 2008, jednak nie zakwalifikował się do finału. W indywidualnych Mistrzostwach Świata Strongman 2009 również nie zakwalifikował się do finału.
Jego trenerem jest wielokrotny Mistrz Niemiec Strongman, Heinz Ollesch.
Mieszka w gminie Langkampfen (powiat Kufstein), w Tyrolu.
Wymiary:
- wzrost 190 cm
- waga 135 kg
- biceps 50 cm
- klatka piersiowa 138 cm
- udo 76 cm

Rekordy życiowe:
- przysiad 380 kg
- wyciskanie 240 kg
- martwy ciąg 400 kg

## Osiągnięcia strongman
- 2007
  - 5. miejsce - Mistrzostwa Austrii Strongman
- 2008
  - 3. miejsce - Mistrzostwa Austrii Strongman
- 2009
  - 5. miejsce - Liga Mistrzów Strongman 2009: Subotica
  - 3. miejsce - Liga Mistrzów Strongman 2009: Ideapark
  - 8. miejsce - Liga Mistrzów Strongman 2009: Bratysława
  - 1. miejsce - Mistrzostwa Austrii Strongman